# German Road Races
German Road Races (GRR) e. V. ist eine Interessensgemeinschaft von über 80 Laufveranstaltern mit Sitz in Berlin. Mitglieder sind viele Veranstalter von Marathon- und Straßenläufen, die vornehmlich in Deutschland veranstaltet werden. Daneben sind auch Veranstaltungen Mitglied, die im europäischen Ausland ausgetragen werden.

## Struktur
Der Verein kooperiert mit dem Schweizer Pendant Swiss Runners und zudem mit den Veranstaltern aus dem Nachbarland Polen.
Zu den Zielen gehören die Förderung des Langstreckenlaufs im Allgemeinen und des Straßenlaufsports im Besonderen, die verbesserte Darstellung des Straßenlaufs in der Öffentlichkeit, die Pflege von Qualitätsstandards, die Koordinierung gemeinsamer Interessen und die Zusammenarbeit mit dem Deutschen Leichtathletik-Verband.
Der Verband hat die Chip-Zeitmessung in Deutschland und die akkurate Streckenvermessung mit dem Jones-Counter initiiert.
Der GRR-Nachwuchs-Cup dient der Nachwuchsförderung. Um die Jugendlichen im Laufbereich zu motivieren, vergibt GRR jährlich den GRR-Nachwuchspreis. Zudem werden erfolgreiche Trainer im Laufbereich ausgezeichnet, ebenso langjährige GRR-Veranstalter. Außerdem werden innovative Laufveranstaltungen besonders geehrt sowie Persönlichkeiten aus dem Laufbereich für ihr erfolgreiches Lebenswerk.
Das seit dem Jahr 2008 jährlich erscheinenden Heft road races bietet neben einer Terminübersicht und einem redaktionellen Teil mit speziellen Themen auch die Präsentation ausgewählter Laufveranstaltungen.
Der Verein wurde am 30. Oktober 1995 von den Veranstaltern der vier großen deutschen Stadtmarathons Berlin, Hamburg, Frankfurt und München ins Leben gerufen. Gründungsmitglied und erster Vorsitzender ist der langjährige Chef des Berlin-Marathons und Mitglied des Board of Directors vom Weltverband AIMS (Association of International Marathons and Distance Races) – jetzt AIMS-Consultant, Horst Milde. Die fünf weiteren Vorstandsmitglieder seit 2016 sind: Wilfried Raatz (Darmstadt), Karsten Schölermann (Hamburg), Sascha Wiczynski (Salzkotten), Michael Brinkmann (Münster), Heinfried Maschmeyer (Drebber).

## Straßenläufer des Jahres
2017 wurden zum ersten Mal vom GRR die deutschen „Straßenläufer des Jahres“ gekürt.
Die Preisträger dieser ersten Ehrung waren der Deutsche Marathonmeister Arne Gabius und Alina Reh, die im Herbst 2017 eine neue deutsche U23-Bestleistung im Halbmarathon aufstellte.

## Initiativen
Der Verein initiierte 2020 anlässlich der Corona-Pandemie eine Petition, in der von der Politik eine stärkere finanzielle Unterstützung für Veranstalter gefordert wird, deren Veranstaltungen pandemiebedingt abgesagt werden mussten. Über die Petition wurde in verschiedenen überregionalen Medien berichtet, mehrere Spitzensportler unterstützten das Anliegen von GRR.

## Mitglieder
- Marathon Deutsche Weinstraße (Bad Dürkheim)
- Paderborner Osterlauf
- Würzburger Residenzlauf
- Oberelbe-Marathon (Königstein–Dresden)
- Südtiroler Frühlings-Halbmarathon (Meran/Algund)
- Hannover-Marathon
- Drebber Marathon
- Düsseldorf-Marathon
- Mannheim-Marathon
- S 25 Berlin
- Gutenberg-Marathon (Mainz)
- Kassel-Marathon
- Trollinger-Marathon (Heilbronn)
- Würzburg-Marathon
- Koblenzer Sparkassen Marathon
- Leverkusen-Halbmarathon
- Darmstädter Stadtlauf
- Metropolmarathon (Fürth)
- Hamburg-Halbmarathon
- EZ-Lauf (Esslingen)
- Rostock-Marathon
- Monschau-Marathon
- Jever-Fun-Lauf (Schortens)
- Altötting-Halbmarathon
- Mitteldeutscher Marathon (Halle/Saale)
- Alsterlauf (Hamburg)
- Münster-Marathon
- Einstein-Marathon (Ulm)
- Baden-Marathon (Karlsruhe)
- Neumarkter Stadtlauf
- Marathon der 3 Länder am Bodensee (Bregenz)
- Rund um den Baldeneysee (Essen-Marathon)
- Schwarzwald-Marathon (Bräunlingen)
- Nikolauslauf Tübingen
- Berliner Firmenlauf
- Bottwartal-Marathon
- Korschenbroicher City-Lauf
- Frauenlauf Mannheim
- Salzkotten-Marathon
- Reschenseelauf (Mals im Vinschgau/Italien)
- Hunsrück-Marathon (Lauben)
- Salzburg-Marathon
- Spreewald-Marathon (Burg)
- Kö-Lauf (Düsseldorf)
- Elbdeichmarathon (Tangermünde)
- Prag-Marathon
- Swiss City Marathon Lucerne (Luzern, Schweiz)
- Montafon-Arlberg-Marathon
- Königsforst-Marathon (Bensberg)
- WHEW100 (Wuppertal)
- Gifhorner Lauftag
- Berlin-Marathon
- Die Nacht im Grünauer Forst (Berlin)
- Generali Berlin Halbmarathon
- Mercedes-Benz Halbmarathon Berlin
- Halbmarathons „Rund um den Müggelsee“ (Berlin)
- Bieler Lauftage
- Bocholter Citylauf
- Bocholter Halbmarathon
- Bremer Brückenlauf
- Silvesterlauf Bremen
- Crow Mountain Survival  (Bremen)
- Volksbank Firmenlauf Brilon
- 24 Stunden Burginsellauf Delmenhorst
- Citylauf Dresden
- Flensburg liebt dich Marathon
- Sky Run Messe Turm Frankfurt
- Freiburg-Marathon
- Ragnar Wattenmeer (Hamburg nach St. Peter-Ording)
- Int. Wilhelmsburger Insellauf
- Internationales Airport Race (Hamburg)
- Berliner 10-km-Lauf für Gefangene der JVA Plötzensee
- Laufsporttag Kempten
- Georg Hieble Silvesterlauf Kempten
- Köln-Marathon
- Straßenlauf Leverkusen
- Remmers Hasetal Marathon (Löningen)
- Ludwigsburger Citylauf
- Oldenburg  Marathon
- Riesenbecker Sixdays
- Beach Run Sellin
- Stechlinseelauf (Neuglobsow)
- Silvesterlauf Trier
- run&fun Tuttlingen
- Wolfsburg Marathon

(Stand: 2021; Mitgliederliste)